# Dactylolabis posthabita
Dactylolabis posthabita är en tvåvingeart som först beskrevs av Ernst Evald Bergroth 1888.  Dactylolabis posthabita ingår i släktet Dactylolabis och familjen småharkrankar. Inga underarter finns listade i Catalogue of Life.